# Olympische Winterspiele 1936/Eisschnelllauf – 10.000 m (Männer)
Die 10.000 m im Eisschnelllauf der Männer bei den Olympischen Winterspielen 1936 wurden am 14. Februar 1936 auf der Natureisbahn Rießersee ausgetragen. Olympiasieger wurde der Norweger Ivar Ballangrud mit einer Olympiarekordzeit von 17:24,3 Minuten. Die Silbermedaille gewann Birger Wasenius aus Finnland und Bronze ging an Max Stiepl aus Österreich.

## Bestehende Rekorde
| Weltrekord         | Armand Carlsen ( Norwegen) | 17:17,4 min | Davos       | 5. Februar 1928 |
| Olympischer Rekord | Alexander Hurd ( Kanada)   | 17:56,2 min | Lake Placid | 6. Februar 1932 |

## Ergebnisse
| Rang | Paar | Athlet              | Nation             | Zeit (min) |
| ---- | ---- | ------------------- | ------------------ | ---------- |
| 001  | 4    | Ivar Ballangrud     | Norwegen           | 17:24,3    |
| 002  | 4    | Birger Wasenius     | Finnland           | 17:28,2    |
| 003  | 3    | Max Stiepl          | Österreich         | 17:30,0    |
| 004  | 1    | Charles Mathiesen   | Norwegen           | 17:41,2    |
| 005  | 3    | Ossi Blomqvist      | Finnland           | 17:42,4    |
| 006  | 5    | Jan Langedijk       | Niederlande        | 17:43,7    |
| 007  | 5    | Antero Ojala        | Finnland           | 17:46,6    |
| 008  | 7    | Eddie Schroeder     | Vereinigte Staaten | 17:52,0    |
| 009  | 12   | Jan Kalbarczyk      | Polen              | 17:54,0    |
| 010  | 2    | Michael Staksrud    | Norwegen           | 17:56,7    |
| 011  | 1    | Karl Wazulek        | Österreich         | 17:57,1    |
| 012  | 11   | Wilhelm Sandner     | Deutsches Reich    | 18:02,0    |
| 013  | 14   | Kim Jeong-yeon      | Japan              | 18:02,7    |
| 014  | 13   | László Hídvéghy     | Ungarn             | 18:04,0    |
| 015  | 10   | Heinz Sames         | Deutsches Reich    | 18:04,3    |
| 016  | 2    | Dolf van der Scheer | Niederlande        | 18:04,9    |
| 017  | 10   | Roelof Koops        | Niederlande        | 18:11,5    |
| 018  | 8    | Edvard Wangberg     | Norwegen           | 18:15,8    |
| 019  | 13   | Alfons Bērziņš      | Lettland           | 18:22,5    |
| 020  | 7    | Lou Dijkstra        | Niederlande        | 18:23,6    |
| 021  | 9    | Tommy White         | Kanada             | 18:25,3    |
| 022  | 9    | Axel Johansson      | Schweden           | 18:38,2    |
| 023  | 15   | Arvīds Lejnieks     | Lettland           | 18:41,2    |
| 024  | 8    | Willy Löwinger      | Österreich         | 18:46,5    |
| 025  | 6    | Lee Seong-deok      | Japan              | 18:50,3    |
| 026  | 6    | Jang U-Shik         | Japan              | 19:00,1    |
| 027  | 15   | Franz Ortner        | Österreich         | 19:19,1    |
| 028  | 11   | Charles de Ligne    | Belgien            | 23:32,9    |
| DNF  | 14   | Aleksander Mitt     | Estland            | –          |
| DNF  | 12   | Bob Petersen        | Vereinigte Staaten | –          |